# Taça dos Clubes Vencedores de Taças de 1961–62
A 2.ª edição da Taça dos Clubes Vencedores de Taças foi jogada durante a época de 1961/1962. Os vencedores da competição foram os espanhóis do Atlético de Madrid que derrotaram os detentores em títulos, a Fiorentina.

## Pré-eliminatória
| Equipa 1             | Total | Equipa 2                             | 1.ª Mão | 2.ª Mão |
| -------------------- | ----- | ------------------------------------ | ------- | ------- |
| Swansea Town         | 3-7   | Motor Jena                           | 2-2     | 1-5     |
| FC La Chaux-de-Fonds | 6-7   | Leixões SC                           | 6-2     | 0-5     |
| Glenavon FC          | 2-7   | Leicester City                       | 1-4     | 1-3     |
| CS Sedan             | 3-7   | Atlético de Madrid                   | 2-3     | 1-4     |
| Rapid Viena          | 5-2   | PFC Spartak Varna                    | 0-0     | 5-2     |
| Floriana FC          | 4-15  | Újpest Dózsa                         | 2-5     | 2-10    |
| Dunfermline Athletic | 8-1   | St. Patrick’s Athletic Football Club | 4-1     | 4-0     |

## Primeira Eliminatória
| Equipa 1             | Total | Equipa 2            | 1.ª Mão | 2.ª Mão |
| -------------------- | ----- | ------------------- | ------- | ------- |
| Motor Jena           | 9-2   | Alliance Dudelange  | 7-0     | 2-2     |
| Leixões SC           | 2-1   | Progresul Bucureşti | 1-1     | 1-0     |
| Werder Bremen        | 5-2   | AGF Aarhus          | 2-0     | 3-2     |
| Leicester City       | 1-3   | Atlético de Madrid  | 1-1     | 0-2     |
| Olympiakos           | 2-4   | Dinamo Zilina       | 2-3     | 0-1     |
| Fiorentina           | 9-3   | Rapid Viena         | 3-1     | 6-2     |
| Ajax                 | 3-4   | Újpest Dózsa        | 2-1     | 1-3     |
| Dunfermline Athletic | 5-2   | FK Vardar           | 5-0     | 0-2     |

## Quartos de Final
| Equipa 1      | Total | Equipa 2             | 1.ª Mão | 2.ª Mão |
| ------------- | ----- | -------------------- | ------- | ------- |
| Motor Jena    | 4-2   | Leixões SC           | 1-1     | 3-1     |
| Werder Bremen | 2-4   | Atlético de Madrid   | 1-1     | 1-3     |
| Dinamo Zilina | 3-4   | Fiorentina           | 3-2     | 0-2     |
| Újpest Dózsa  | 5-3   | Dunfermline Athletic | 4-3     | 1-0     |

## Meias Finais
| Equipa 1   | Total | Equipa 2           | 1.ª Mão | 2.ª Mão |
| ---------- | ----- | ------------------ | ------- | ------- |
| Motor Jena | 0-5   | Atlético de Madrid | 0-1     | 0-4     |
| Fiorentina | 3-0   | Újpest Dózsa       | 2-0     | 1-0     |

## Final
| 10 de maio de 1962 | Atlético de Madrid | 1-1 | Fiorentina | Hampden Park, Glasgow |
| 19:00              | Peiró 11           |     | Hamrin 27  | Público: 27,000       |

## Finalíssima
| 5 de setembro de 1962 | Atlético de Madrid                | 3-0 | Fiorentina | Neckarstadion, Estugarda |
| 16:30                 | Jones 11 · Mendonça 27 · Peiró 59 |     |            | Público: 38,000          |